# Anaecypris hispanica
Anaecypris hispanica е вид лъчеперка от семейство Шаранови (Cyprinidae). Видът е застрашен от изчезване.

## Разпространение
Разпространен е в Испания.

## Описание
На дължина достигат до 7,5 cm.
Продължителността им на живот е около 3 години. Популацията на вида е намаляваща.